# Харитонов, Александр Данилович
Александр Данилович Харитонов (24 февраля 1914, Новоаннинский, область Войска Донского — 17 августа 2000, Белая Церковь, Киевская область) — полковник Советской Армии, участник Великой Отечественной войны, Герой Советского Союза (1945).

## Биография
Александр Харитонов родился 24 февраля 1914 года в посёлке Новоанненское (ныне — город Новоаннинский в Волгоградской области). После окончания шести классов школы работал в заготконторе. В 1936 году Харитонов был призван на службу в Рабоче-крестьянскую Красную Армию. Окончил курсы младших лейтенантов. Участвовал в боях на Халхин-Голе. С июля 1941 года — на фронтах Великой Отечественной войны. В 1942 году Харитонов окончил курсы усовершенствования командного состава.
К марту 1945 года гвардии полковник Александр Харитонов командовал 294-м гвардейским стрелковым полком 97-й гвардейской стрелковой дивизии 32-го гвардейского стрелкового корпуса 5-й гвардейской армии 1-го Украинского фронта. Отличился во время боёв в Германии. 24 марта 1945 года полк Харитонова прорвал немецкую оборону на реке Нейсе в районе города Штрелен и захватил несколько крупных населённых пунктов. В мае к северу от Дрездена полк успешно отразил большое количество немецких танковых и пехотных контратак.
Указом Президиума Верховного Совета СССР от 27 июня 1945 года за «умелое командование стрелковым полком, образцовое выполнение боевых заданий командования на фронте борьбы с немецкими захватчиками и проявленные при этом мужество и героизм» гвардии полковник Александр Харитонов был удостоен высокого звания Героя Советского Союза с вручением ордена Ленина и медали «Золотая Звезда» за номером 6043.
После окончания войны Харитонов продолжал службу в Советской Армии. Окончил курсы «Выстрел». В 1969 году он был уволен в запас. Проживал в Белой Церкви.
Скончался в 2000 году, похоронен на Старокиевском кладбище Белой Церкви.
Был также награждён четырьмя орденами Красного Знамени, орденом Александра Невского, двумя орденами Отечественной войны 1-й степени, двумя орденами Красной Звезды, рядом медалей.